# Гнатенки
Гнатенки́ (укр. Гнатенки) — село,
Шишацкая сельская община,
Миргородский район,
Полтавская область,
Украина.
Код КОАТУУ — 5325783802. Население по переписи 2001 года составляло 14 человек.

## Географическое положение
Село Гнатенки находится на расстоянии в 1,5 км от села Криворучки.
По селу протекает пересыхающий ручей с запрудой.